# Рола (модель)
Рола (яп. ローラ, Rōra), справжне ім'я Сато Ері (яп. 佐藤えり, нар. 30 березня 1990, Токіо, Японія) — японська модель, акторка та співачка. Вона має бангладеське, японське та російське коріння: її батько — бангладешець, мати — японка з російським походженням. Як модель часто знімалась в японському журналі «Vivi» та в численних рекламних роликах. З 2011 року Рола також здобула популярність як таренто (телеведуча), регулярно з'являючись на японському телебаченні. Сторінки Роли в соцмережах — одні з найбільших за кількістю підписників серед японських знаменитостей. Ролу представляє агенція «Libera».

## Особисте життя
Рола народилася в Токіо. Її батько родом з Бангладеш, а мати на три чверті японка і на чверть росіянка. До 9 років жила в Бангладеш, навчалась в американській міжнародній школі. Її батьки розлучились, і її виховувала мачуха-китаянка. У Роли є брат-близнюк Рьо, з яким, за її словами, вона добре ладнає, а також молодші зведені брат і сестра, які теж близнюки. Батько Роли виховував її з братом за мусульманськими звичаями, але дозволяв їм їсти свинину через її поширеність в японській культурі.
Модельна кар'єра Роли почалася у старшій школі після того, як її запросив зніматися скаут на вулиці в Сібуя, Токіо.
Її батька заарештували 6 липня 2014 року після того, як він здався в поліцейській дільниці в районі Суґінамі в Токіо. Роком раніше він був оголошений в розшук Інтерполу за шахрайство та обман національної системи медичного страхування Японії.

### Активізм
Рола бере активну участь у поширенні інформації щодо захисту навколишнього середовища та турботи про тварин у своїх соціальних мережах. Вона закликає дотримуватися рослинної дієти, до збереження заповідників дикої природи та до відмови від покупки тварин.

## Кар'єра

### Модель
Після кількох публікацій у журналі «Popteen», Рола почала з'являтися в журналі «Vivi» у 2008 році. З тих пір вона часто виступає на показах мод в таких шоу, як Tokyo Girls Collection, Shibuya Girls Collection і Girls Award.
Вперше на обкладинці «Vivi» Рола з'явилась у виданні в серпні 2012 року, її перша книга «The Rola!!» була опублікована того ж місяця. У червні 2014 року була випущена ще одна книга «Rola's Closet», яка містить фотографії, зроблені Ролою в Instagram.
У серпні 2014 року вона почала зніматись для бренду Beams, вперше з'явившись у каталозі бренду осінь/зима 2014 року.
Рола дефілювала на таких шоу, як: Kobe Collection (2008) і Tokyo Girls Collection (2009 осінь/зима).

### Таренто
Кар'єра Роли як таренто (учасника телепередач) почалася в червні 2010 року з виступу на вар'єте шоу Nihon TV «Shabekuri 007» разом з іншими моделями Ріною Фудзі та Міцукі Оісі. Рола зайняла четверте місце в списку «висхідних телезірок 2011 року» з 200 виступами в японських телешоу. Вона з'являлася щотижнево на вар'єте-шоу Fuji TV «Waratte Iitomo!» з квітня 2012 року до завершення програми в березні 2014 року.
На телебаченні Рола зазвичай робить акцент на наївність, невинність і грайливість. Рола часто збентежено надуває щоки, показує рукою «ОК» над щокою та скручує язика над верхньою губою, а також як її розсіяні відповіді та постійне хихикання часто пародіюється. Вона належить до категорії моделі-ідола японського «таланта» (таренто), тобто таким, що не має якись особливий талант, але Рола також простою своєю присутністю викликає сміх та створює комічні ситуації. На хвилі популярності Роли, починаюча таренто Арі Мідзусава почала копіювати стиль Роли, навіть до такої міри, що ЗМІ називали Мідзусаву «Рола 2», а їх обох — «близнюками».
Перший виступ Роли як телеведучої відбувся у квітні 2014 року у шоу-вікторині Fuji TV «Danketsu Seyo Quiz 30», де вона виступає разом із досвідченим телеведучим та коміком Ацусі Тамурою.
У 2017 році з'явилась інформація, що вона зв'язана десятирічним «рабським» контрактом зі своїм агентством.

### Музика
У жовтні 2011 року Рола брала участь як запрошена вокалістка в пісні Ісси (з групи Da Pump) та SoulJa «I hate u». Сольний дебют Роли стався в липні 2012 року з піснею «Memories», що використовувася в аніме-фільмі у всесвіті Покемонів. Також вона мае камео-роль у фільмі. У перший тиждень випуску сінґл досяг 14-го місця в чарті Oricon. У вересні 2012 року Рола зустрілася з канадською співачкою Карлі Рей Джепсен у Токіо після її власної версії хіта Джепсена «Call Me Maybe» і висловила намір опанувати англійську мову, щоб розширити свій кругозір.

### Twitter
Рола створила акаунт в Twitter 29 лютого 2012 року. За три дні вона набрала понад 190 000 підписників. Через два тижні, число зросло до більш ніж 430000, що стало найбільшою кількістю серед японських моделей, обігнавши таких моделей як Масуваку Цубасу і Кярі Памю Памю. Кількість її підписників досягла 1 000 000 у жовтні 2012 року. У червні 2014 року вона стала четвертою японською знаменитістю, яка набрала більше двох мільйонів підписників. Станом на лютий 2020, у неї третя кількість підписників (понад 4,2 мільйона) серед японських знаменитостей та друга серед жінок-знаменитостей.

### Персональний бренд
У 2013 році Rola запустила бренд парфюмів «Vasilisa».

### Фільми
Рола зіграла роль солдатки Кобальт у художньому фільмі 2016 року Оселя зла: Фінальна битва.

### Робота у рекламі
У 2009 році як ексклюзивна модель «Vivi», вона стала моделлю жіночих костюмів «Vivifleurs» від колаборації Vivi і Haruyama Trading Co.,Ltd. У 2011 році разом з Мідзукі Ямамото, Юрі Ебіхарою, Джесікою Мітібатою, Томомі Ітано, Хадзукі Цутією і Тейлор Момсен Рола стала моделлю для модного бренду Samantha Thavasa, знявшись у телевізійних рекламних роликах і каталогах. У січні 2012 року Рола знялася в телевізійних рекламних роликах для косметичного бренду «Brigitte». Квітня того року Рола також підписало контракт з Fujiya Co., з'явившись разом із талісманом бренду «Пеко-тян»; у вересні того ж року компанія випустила новий бренд солодощів із зображенням Роли на упаковці. Рола була лицем бренду білизни для молодих жінок «Peach John», вона з'явилася на обкладинці каталогу бренду в травні 2012 року. Станом на серпень 2014 року вона продовжує представляти бренд у телевізійній рекламі. У серпні 2012 року Рола виступала в рекламі мережі ресторанів такоякі «HotLand», виступаючи в телевізійній рекламі і знімаючись на плакатах. У 2013 році Рола знялася в телевізійних рекламних роликах різноманітних брендів, таких як: бренду косметики «Tsuyamote Beauty», бренду догляду за ногами «Dr. Scholl's», компанії безалкогольних напоїв «Momo no Ten-nensui» та «Mitsui Outlet Park». Разом із Джироламо Панцетто, Рола також знялася в телевізійній рекламі для спа-компанії TBC.
У 2014 році вона знялася в іншому рекламному ролику для TBC і в рекламі мобільного додатка новин «Antenna». У липні 2014 року Рола була оголошена як прототип персонажу для портативного цифрового улюбленця Bandai, Tamagotchi 4U. У вересні 2014 року був випущений обмежений тираж «домашнього улюбленця» на основі самої Роли.
У грудні 2014 року з'явилась інформація, що Рола має рекламні контракти з п'ятнадцятьма компаніями, що більше, ніж у будь-якої іншої японської знаменитості у 2014 році. У 2015 році Рола знялася в 11 рекламних роликах, усі вони були для різних компаній. Вона посіла третє місце за найбільшою кількістю рекламних роликів за рік. У 2017 році вона повернула собі лідируючі позиції, уклавши контракти з п'ятнадцятьма компаніями, обігнавши актрису-модель Судзу Хіросе (чотирнадцять контрактів).

### Публікації
23 серпня 2012 року Рола випустила свою першу книгу про моду під назвою «The Rola».
26 червня 2014 року Рола випустила свою другу книгу про моду під назвою «Rola's Closet».
30 листопада 2015 року Рола випустила свою першу книгу рецептів під назвою «Rola's Kitchen».

## Фільмографія
- 2016 рік — Оселя зла: Фінальна битва в ролі солдатки Кобальт.
- 2020 рік — Followers (дорама) у ролі себе.

## Нагороди

### 2012 рік
- 29-а премія Japan Jeans Conventions Best «Jeanist» Awards: обрана комітетом категорії[65]
- 17-а премія Японської асоціації манікюрників Nail Queen Awards: категорія «Таренто»[66]

### 2013 рік
- 10-а премія «The Best of Beauty Awards»[67][68]
- 30-а премія Japan Jeans Conventions Best «Jeanist» Awards: обрана глядачами[69]

### 2014 рік
- 31-а премія Japan Jeans Conventions Best «Jeanist» Awards: обрана глядачами[70]
- 19-а премія Японської асоціації манікюрників Nail Queen Awards: категорія «Таренто»[71]

### 2015 рік
- Нагорода Cookpad 2015: найкращий кухар